# Collège de Boncourt
Het Collège de Boncourt in Parijs (rue Descartes) was een toneelschool die in 1353 werd opgericht door Pierre Becoud, een naam die later is verbasterd tot Boncourt. In de 16e eeuw werden hier veel toneelstukken opgevoerd, zowel tragedies als komedie, bijvoorbeeld Cléopâtre captive van Étienne Jodelle.
Marc-Antoine Muret was er docent. Bekende leerlingen waren naast Étienne Jodelle onder meer Jean de La Taille en André de Rivaudeau.
In 1688 werd het Collège de Boncourt voor de eerste maal volledig heringericht door de directeur, Pierre Galand, waarna het werd verenigd met het Collège de Navarre. Vanaf 1738 stond er een nieuw paviljoen op de plaats van het oude Collège de Boncourt, dat tussen 1804 en 1976 de École polytechnique en het Franse Ministerie van Hoger Onderwijs en Onderzoek huisvestte.